# Kiss of Life
Kiss of Life (tiếng Hàn: 키스 오브 라이프; Romaja: Kiseu Obeu Laipeu, viết cách điệu là KISS OF LIFE), còn được gọi là KIOF, là nhóm nhạc nữ Hàn Quốc được thành lập và quản lý bởi S2 Entertainment vào năm 2023. Nhóm gồm bốn thành viên: Julie, Natty, Belle và Haneul. Nhóm ra mắt vào ngày 5 tháng 7 năm 2023, với mini album đầu tay Kiss of Life.

## Tên gọi
Theo S2 Entertainment, tên gọi của nhóm biểu thị tham vọng "thổi một luồng sinh khí mới vào ngành công nghiệp âm nhạc bằng âm nhạc và sự quyến rũ của các thành viên". Dựa theo tên gọi, quan điểm của nhóm xoay quanh các giai đoạn khác nhau của cuộc đời, đặc biệt là tuổi thiếu niên và tuổi trưởng thành trẻ.

## Sự nghiệp

### 2015–2022: Trước khi ra mắt và hình thành
Belle được biết đến là con gái của ca sĩ kỳ cựu Hàn Quốc Shim Sin. Cô từng làm việc cho SM Entertainment với vai trò nhạc sĩ.
Natty từng là thí sinh của các chương trình sống còn thực tế Hàn Quốc Sixteen và Idol School, dẫn đến sự thành lập của Twice và fromis 9. Trong cả hai chương trình, cô đều lọt tập cuối cùng, nhưng lại không được chọn vào đội hình chính thức của nhóm. Năm 2020, cô ra mắt với tư cách nghệ sĩ solo với album đĩa đơn Nineteen.
Julie từng là thực tập sinh của THEBLACKLABEL, một công ty con của YG Entertainment từ năm 2017 đến năm 2020.
Ngày 12 tháng 7 năm 2022, Natty ký hợp đồng độc quyền với S2 Entertainment.  Tháng 12 năm 2022, Natty góp mặt trong một bộ phim tài liệu của Anh về các thực tập sinh K-pop cùng với Julie, Belle và hai thực tập sinh vô danh khác. Người ta suy đoán rằng họ được cho là thành viên của nhóm nhạc nữ sắp ra mắt của công ty. Ngày 27 tháng 12 năm 2022, S2 Entertainment thông báo họ đang chuẩn bị ra mắt một nhóm nhạc nữ mới vào năm 2023. Sau đó vào tháng 2 năm 2023, công ty này đã đăng ký nhãn hiệu Kiss of Life và họ đã mở tài khoản SNS của cùng tên cho nhóm.

### 2023–nay: Ra mắt vớiKiss of Life và Born to be XX
Ngày 12 tháng 5 năm 2023, S2 Entertainment đã tung teaser đầu tiên của nhóm trên tài khoản SNS của họ. Điều này tiết lộ rằng nhóm dự kiến sẽ ra mắt Tháng 7 cùng năm.  Natty là thành viên đầu tiên được tiết lộ vào ngày 15 tháng 5. Tiếp theo là Belle, Julie và Haneul trong những ngày liên tiếp tiếp theo. Ngày 26 tháng 5, Lee Hae-in đã được xác nhận là giám đốc sáng tạo của nhóm. Ngày 12 tháng 6, một đoạn teaser khác đã được phát hành, thông báo về sự ra mắt của nhóm vào ngày 5 tháng 7, với mini album đầu tiên Kiss of Life.
MV "Sugarcoat" của Natty vào ngày 18 tháng 6, sau đó các MV solo "Countdown" của Belle, "Kitty Cat" của Julie và "Play Love Games" của Haneul chính thức ra mắt vào những ngày tiếp theo.  Ngày 27 tháng 6, video âm nhạc của phần B của album, "Bye My Neverland", đã được phát hành  cùng với teaser video âm nhạc cho đĩa đơn đầu tay chính thức "Shhh" vào ngày 3 tháng 7.  Ngày 5 tháng 7, họ chính thức ra mắt với việc phát hành EP và video âm nhạc cho "Shhh". Họ cũng tổ chức buổi giới thiệu báo chí tại Yes24 Live Hall ở Gwangjin-gu, Seoul, Hàn Quốc vào chiều cùng ngày.

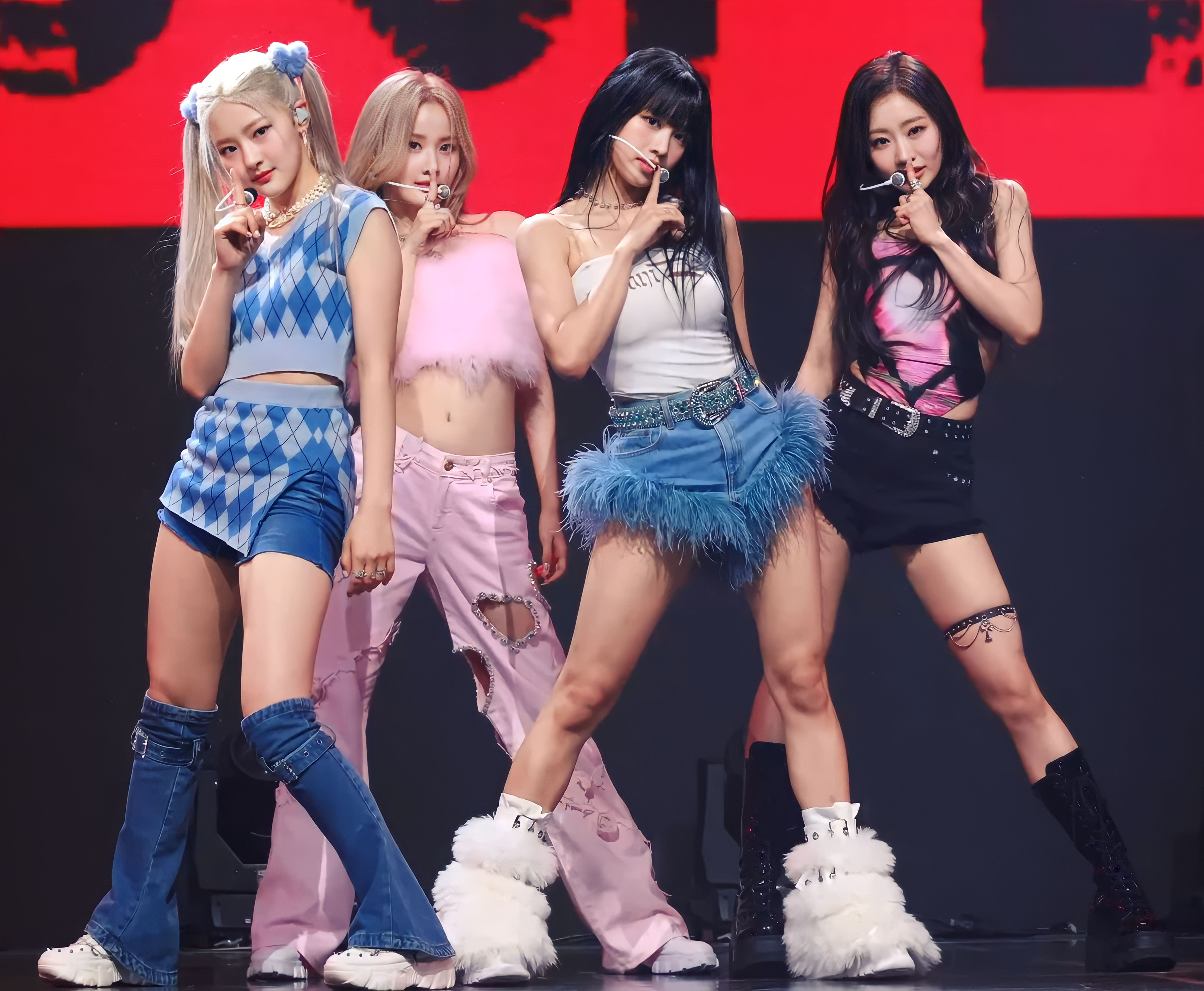
Kiss of Life tại sự kiện debut với "Shhh"

Ngày 28 tháng 9, S2 Entertainment thông báo rằng nhóm sẽ phát hành mini album thứ hai "Born to be XX" vào ngày 8 tháng 11.
Ngày 3 tháng 4 năm 2024, Kiss of Life trở lại đường đưa K-pop với ca khúc "Midas Touch". Bài hát với giai điêu bắt tai, cuốn hút đã giúp Kiss of Life ngày càng đến gần hơn với công chúng.

## Thành viên
- Chú thích: in đậm là nhóm trưởng

| Nghệ danh | Nghệ danh | Tên khai sinh          | Tên khai sinh     | Tên khai sinh  | Tên khai sinh     | Tên khai sinh               | Vai trò                                   | Ngày sinh                 | Nơi sinh                   | Quốc tịch | Nguồn  |
| Latinh    | Hangul    | Latinh                 | Hangul            | Tiếng Thái     | Hanja             | Hán-Việt                    | Vai trò                                   | Ngày sinh                 | Nơi sinh                   | Quốc tịch | Nguồn  |
| Julie     | 쥴리      | Julie Han              | 줄리 한           | จูลี่ ฮัน          | 韓朱莉            | Hàn Chu Lê                  | Main Rapper, Lead Dancer                  | 29 tháng 3, 2000          | Honolulu, Hawaii, Hoa Kỳ   | Hoa Kỳ    | [ 25 ] |
| Julie     | 쥴리      | Han Julie              | 한줄리            | ฮันจูลี่           | 韓朱莉            | Hàn Chu Lê                  | Main Rapper, Lead Dancer                  | 29 tháng 3, 2000          | Honolulu, Hawaii, Hoa Kỳ   | Hàn Quốc  | [ 25 ] |
| Natty     | 나띠      | Ahnatchaya Suputhipong | 아낫차야 수푸티퐁 | อาณัชญา สุพุทธิพงศ์ | 阿纳查亚·苏普提蓬 | Á Nạp Tra Á Tô Phổ Thì Bồng | Main Dancer, Lead Rapper, Sub Vocalist    | 30 tháng 5, 2002(23 tuổi) | Băng Cốc, Thái Lan         | Thái Lan  | [ 26 ] |
| Belle     | 벨        | Shim Hyewon            | 심혜원            | ชิม ฮเยวอน      | 沈寭園            | Thẩm Huệ Viên               | Main Vocalist, Sub Rapper                 | 20 tháng 3, 2004          | Seattle,Washington, Hoa Kỳ | Hoa Kỳ    | [ 27 ] |
| Belle     | 벨        | Annabelle Shim         | 애나벨 심         | แอนนาเบล ซิม    | 沈寭園            | Thẩm Huệ Viên               | Main Vocalist, Sub Rapper                 | 20 tháng 3, 2004          | Seattle,Washington, Hoa Kỳ | Hàn Quốc  | [ 27 ] |
| Haneul    | 하늘      | Won Haneul             | 원하늘            | วอน ฮานึล       | 元하늘            | Nguyên Thiên Không          | Lead Vocalist, Sub Dancer, Maknae, Visual | 25 tháng 5, 2005          | Suwon, Gyeonggi, Hàn Quốc  | Hàn Quốc  | [ 29 ] |

## Danh sách đĩa nhạc

### EP
| Tên           | Chi tiết                                                                                    | Thứ hạng cao nhất | Doanh số      |
| Tên           | Chi tiết                                                                                    | KOR               | Doanh số      |
| ------------- | ------------------------------------------------------------------------------------------- | ----------------- | ------------- |
| Kiss of Life  | - Phát hành: Ngày 5 tháng 7 năm 2023 - Hãng đĩa: S2 - Định dạng: CD, tải nhạc số, streaming | 18                | - KOR: 25.665 |
| Born to Be XX | - Phát hành: Ngày 8 tháng 11 2023 - Hãng đĩa: S2 - Định dạng: CD, tải nhạc số, streaming    | 12                | - KOR: 59.092 |

### Album đĩa đơn
| Tên         | Chi tiết                                                                                | Thứ hạng cao nhất | Doanh số      |
| Tên         | Chi tiết                                                                                | KOR               | Doanh số      |
| ----------- | --------------------------------------------------------------------------------------- | ----------------- | ------------- |
| Midas Touch | - Phát hành: Ngày 3 tháng 4 2024 - Hãng đĩa: S2 - Định dạng: CD, tải nhạc số, streaming | 8                 | - KOR: 65.475 |

### Đĩa đơn
| Tên            | Năm  | Thứ hạng cao nhất | Thứ hạng cao nhất | Album         |
| Tên            | Năm  | KOR               | NZ Hot            | Album         |
| -------------- | ---- | ----------------- | ----------------- | ------------- |
| "Shhh" (쉿)    | 2023 | 173               | —                 | Kiss of Life  |
| "Bad News"     | 2023 | 101               | —                 | Born to Be XX |
| "Nobody Knows" | 2023 | 130               | —                 | Born to Be XX |
| "Midas Touch"  | 2024 | 152               | 23                | Midas Touch   |

### Bảng xếp hạng bài hát khác
| Tên                                                                                           | Năm  | Thứ hạng cao nhất | Album         |
| Tên                                                                                           | Năm  | KOR               | Album         |
| --------------------------------------------------------------------------------------------- | ---- | ----------------- | ------------- |
| "Bye My Neverland" (안녕,네버랜드)                                                            | 2023 | —                 | Kiss of Life  |
| "Sugarcoat" (Natty solo)                                                                      | 2023 | 83                | Kiss of Life  |
| "Countdown" (Belle solo)                                                                      | 2023 | —                 | Kiss of Life  |
| "Says It"                                                                                     | 2023 | —                 | Born to Be XX |
| "TTG"                                                                                         | 2023 | —                 | Born to Be XX |
| "My 808"                                                                                      | 2023 | —                 | Born to Be XX |
| "Gentleman"                                                                                   | 2023 | —                 | Born to Be XX |
| "Nothing"                                                                                     | 2024 | —                 | Midas Touch   |
| "—" biểu thị các bản phát hành không có bảng xếp hạng hoặc không được phát hành ở khu vực đó. |      |                   |               |

## Giải thưởng và đề cử
| Giải thưởng                            | Năm  | Hạng mục                                 | Tác phẩm đề cử/Người nhận | Kết quả   | Ng.           |
| -------------------------------------- | ---- | ---------------------------------------- | ------------------------- | --------- | ------------- |
| Asian Pop Music Awards                 | 2023 | Nghệ sĩ mới xuất sắc nhất (Ở nước ngoài) | Kiss of Life              | Đề cử     | [ 41 ]        |
| Circle Chart Music Awards              | 2023 | Tân binh của năm                         | "Shhh"                    | Đề cử     | [ 42 ]        |
| Circle Chart Music Awards              | 2023 | Nghệ sĩ mới thế hệ tiếp theo             | Kiss of Life              | Đoạt giải | [ 42 ]        |
| Hanteo Music Awards                    | 2023 | Nghệ sĩ đang lên toàn cầu                | Kiss of Life              | Đoạt giải | [ 43 ]        |
| Hanteo Music Awards                    | 2023 | Tân binh của năm – Nữ                    | Kiss of Life              | Đề cử     | [ 44 ]        |
| Korea Culture and Entertainment Awards | 2023 | Nghệ sĩ mới xuất sắc nhất                | Kiss of Life              | Đoạt giải | [ 45 ]        |
| Korean First Brand Awards              | 2024 | Nữ thần tượng tân binh                   | Kiss of Life              | Đoạt giải | [ 46 ]        |
| Korean Music Awards                    | 2024 | Tân binh của năm                         | Kiss of Life              | Đoạt giải | [ 47 ]        |
| Korean Music Awards                    | 2024 | Album K-pop hay nhất                     | Born to Be XX             | Đề cử     | [ 48 ]        |
| Korean Wave Awards                     | 2023 | Ngôi sao đang lên của K-Pop              | Kiss of Life              | Đoạt giải | [ 49 ] [ 50 ] |
| MAMA Awards                            | 2023 | Album của năm                            | Kiss of Life              | Đề cử     | [ 51 ]        |
| MAMA Awards                            | 2023 | Nghệ sĩ của năm                          | Kiss of Life              | Đề cử     | [ 51 ]        |
| MAMA Awards                            | 2023 | Nữ nghệ sĩ mới xuất sắc nhất             | Kiss of Life              | Đề cử     | [ 51 ]        |
| Melon Music Awards                     | 2023 | Tân binh của năm                         | Kiss of Life              | Đề cử     | [ 52 ]        |
| Melon Music Awards                     | 2023 | Biểu tượng toàn cầu 1theK                | Kiss of Life              | Đoạt giải | [ 52 ]        |
| Seoul Music Awards                     | 2023 | Ngôi sao làn sóng mới                    | Kiss of Life              | Đoạt giải | [ 53 ]        |
| Seoul Music Awards                     | 2023 | Tân binh của năm                         | Kiss of Life              | Đề cử     | [ 54 ]        |

## Chương trình âm nhạc

### The Show
| Năm  | Ngày        | Bài hát    | Điểm |
| ---- | ----------- | ---------- | ---- |
| 2024 | 9 tháng 7   | "Sticky"   | 7900 |
| 2024 | 29 tháng 10 | "Get Loud" | 6552 |

### Show Champion
| Năm  | Ngày       | Bài hát  | Điểm |
| ---- | ---------- | -------- | ---- |
| 2024 | 17 tháng 7 | "Sticky" | 4720 |